# الکوسر

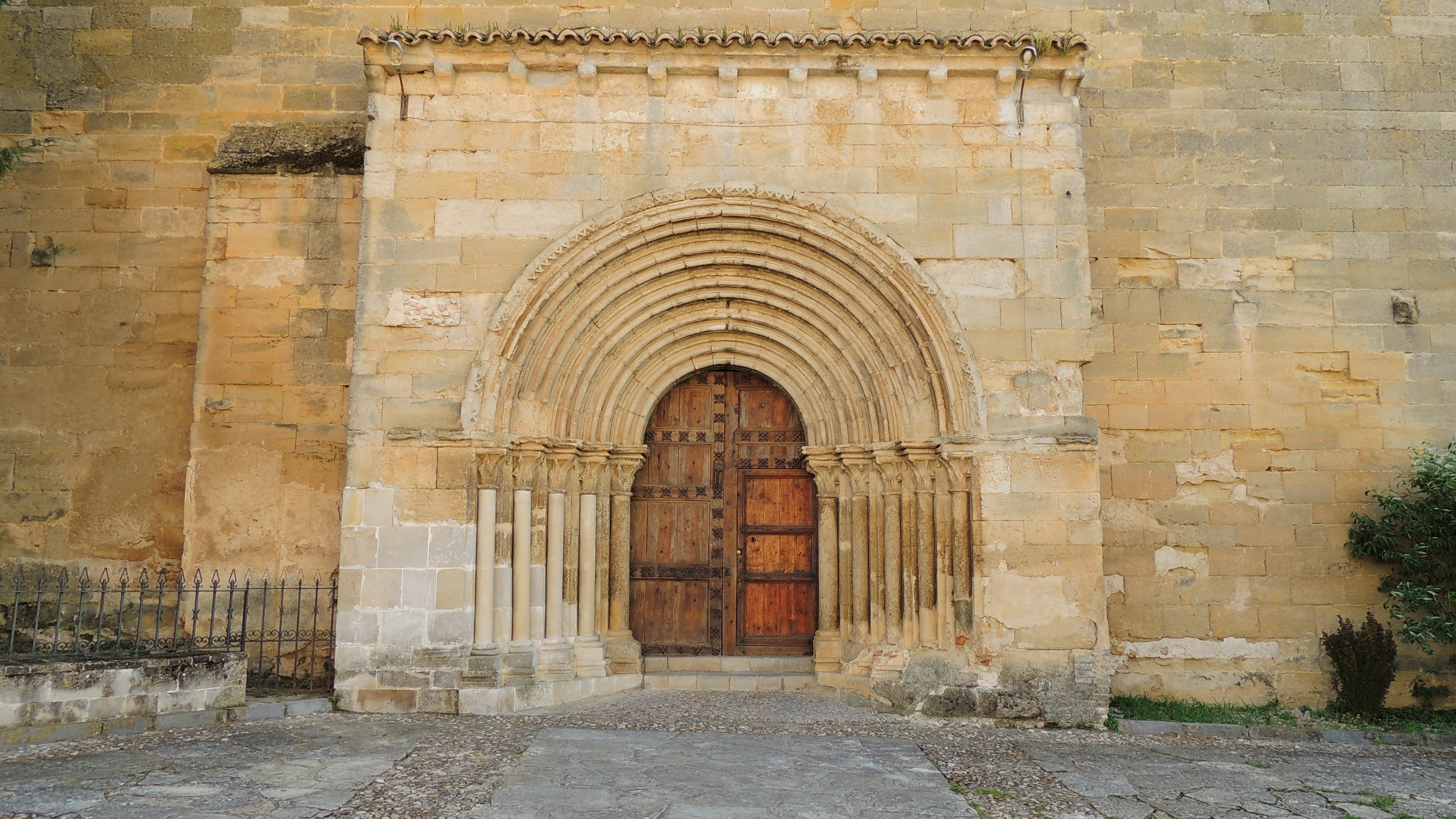
نمای ساختمانی در اسپانیا

الکوسر (به اسپانیایی: Alcocer) یک شهرستان در اسپانیا است که در استان گوادالاخارا واقع شده‌است.